# Constantin-Gheorghe Avramescu
Constantin-Gheorghe Avramescu (n. 30 aprilie 1930 la București) este un fost deputat român între 1992 și 2004, ales în municipiul București. În legislaturile 1992-1996 și 1996-2000, Avramescu a fost membru al PSDR dar din mai 1999 a devenit deputat independent. În legislatura 1996-2000, Constantin-Gheorghe Avramescu a fost membru în grupurile parlamentare de prietenie cu Republica Franța-Adunarea Națională și Canada.  În legislatura 2000-2004 Avramescu a fost validat ca deputat pe data de 1 octombrie 2003 când l-a înlocuit pe deputatul Valeriu Stoica pe listele PNL.

## Legături externe
- Constantin-Gheorghe Avramescu[nefuncțională – arhivă]
 la cdep.ro